# Вила Руцо (Терамо)
Вила Руцо је насеље у Италији у округу Терамо, региону Абруцо.
Према процени из 2011. у насељу је живело 24 становника. Насеље се налази на надморској висини од 319 м.